# Clarity (Kim Petras)
Clarity è il primo mixtape della cantante tedesca Kim Petras, pubblicato nel 2019 dalla BunHead.
Tale album è inoltre l'album di debutto della cantante.

## Antefatti
In un’intervista, Petras rivela che questo album parla di ritrovare se stessa. Difatti spiega che il suo percorso inizia con il brano Broken per terminare con Clarity.

## Copertina
La copertina di Clarity raffigura la cantante su sfondo nero che indossa una fascia piena di strass sul petto.

## Promozione
Petras ha deciso di promuovere Clarity pubblicando ogni settimana una traccia dell'album, per un totale di 9 tracce condivise in 9 settimane. Tutte le 9 tracce sono state pubblicate accompagnate da un video lyrics/visualizer sul suo canale YouTube.
Il 15 ottobre 2019, Kim Petras, ha pubblicato il video musicale per il singolo Icy.
Per la promozione di questo album, Petras ha svolto due tour:
- The Broken Tour (2019)
- The Clarity Tour (2019–2020)

## Tracce
1. Clarity – 2:03 (testo: Aaron Jennings, Aaron Joseph, Brandon Hamlin, Kim Petras, Lukasz Gottwald)
2. Icy – 3:10 (testo: Andrew Williams, Carl Thomas, John Hall, Nick Whitecross, George Stewart, Paul Roberts, Russell Morgan, Anton Powers)
3. Got My Number – 2:55 (testo: Aaron Jennings, Aaron Joseph, Jussi Karvinen, Kim Petras, Lukasz Gottwald)
4. Sweet Spot – 3:14 (testo: Aaron Joseph, Kim Petras, Lukasz Gottwald, Theron Thomas, Vaughn Oliver)
5. Personal Hell – 3:40 (testo: Aaron Joseph, Kim Petras, Lukasz Gottwald, Madison Love, Theron Thomas, Vaughn Oliver)
6. Broken – 3:48 (testo: Aaron Joseph, Ben Diehl, Brandon Hamlin, Kim Petras, Lukasz Gottwald, Theron Thomas)
7. All I Do Is Cry – 3:23 (testo: Aaron Joseph, Kim Petras, Lukasz Gottwald, Nic Nac)
8. Do Me – 3:32 (testo: Aaron Joseph, Kim Petras, Lukasz Gottwals, Theron Thomas, Vaughn Oliver)
9. Meet the Parents – 2:12 (testo: Aaron Jennings, Aaron Joseph,Kim Petras, Lukasz Gottwald)
10. Another One – 3:45 (testo: Aaron Joseph, Kim Petras, Lukasz Gottwald, Madison Love, Theron Thomas)
11. Blow It All – 2:58 (testo: Aaron Joseph, Kim Petras, Lukasz Gottwald, Ryan Ogren, Theron Thomas)
12. Shinin' – 3:36 (testo: Aaron Jennings)